# Wagon à poche
 (décembre 2021).
Si vous disposez d'ouvrages ou d'articles de référence ou si vous connaissez des sites web de qualité traitant du thème abordé ici, merci de compléter l'article en donnant les références utiles à sa vérifiabilité et en les liant à la section « Notes et références ».
Un wagon à poche est un wagon de fret qui a été spécialement conçu pour le transport de camions - semi-remorques. Ce wagon appartient au groupe des  wagons plats de conception spéciale avec bogies et est utilisé dans le transport combiné (CT). Le nom de ces wagons de fret vient du fait qu'entre les poutres longitudinales étroites à l'extérieur et également dans le sens de la longueur entre les bogies se trouvent des zones de chargement abaissées, appelées poches, dans lesquelles les roues des semi-remorques sont particulièrement basses. Pour une utilisation flexible en CT, les wagons-poche ont des loquets rabattables avec des ergots ISO sur le longeron, de sorte que des conteneurs et caisses mobiles jusqu'à 45' peuvent également être logés.
En tant que wagon plat, il porte le  lettres génériques UIC  'S'  et, étant destiné au transport de véhicules routiers de plain-pied, le  Lettres code  'd' . Puisqu'il est également possible de transporter des conteneurs n dans un wagon poche, celui-ci porte le sigle générique UIC  'Sdgs'. Dans ce contexte, la lettre de code g signifie « conteneurs jusqu'à 60 pieds » et
le petit s pour la vitesse autorisée jusqu'à 100 km/h. Les wagons ont un triangle jaune avec un  ' P'  noir sur le côté long. Les premiers wagons à poche ont été construits en Allemagne dès 1972 et perfectionnés en fonction des besoins.

## Structure
Pour que le profil limite du wagon soit le plus petit possible, il est équipé de longerons extérieurs qui laissent un espace profond à l'intérieur pour le châssis de la semi-remorque. La semi-remorque est fixée avec son pivot par une plaque d'attelage ou une selle, qui sont situées sur un cadre support ; parfois ses roues sont encore bloquées avec des cale s. En ce qui concerne la durée de vie du pivot central, les wagons chargés sont à traiter comme des éléments de précaution avec 3 points d'exclamation ; un règlement qui est également associé à une interdiction de donner des coups de pied et de marcher. Des goupilles de support de conteneur sont généralement présentes sur le longeron afin qu'il puisse être librement utilisé dans les trains CT et qu'il ne doive pas nécessairement être rechargé avec une semi-remorque au retour. Les nouveaux wagons ont un châssis de support réglable en hauteur qui peut également être déplacé dans le sens longitudinal du wagon et peut donc être adapté aux différentes semi-remorques.

## Types

### T1 (Sdgkms707)
Le type original de tous les wagons à poche a été construit dès 1973. Parmi les wagons plats à bogies connus à la DB sous le nom de  Skss-z 707 , un total de 700 ont été achetés par la Deutsche Bundesbahn , et d'autres wagons identiques par d'autres entreprises ferroviaires européennes. Les principales caractéristiques de ces wagons sont une longueur hors tampons de 16 440 mm et une limite de charge de 33 tonnes. Au fil du temps, les deux se sont avérés trop petits en raison de semi-remorques de plus en plus grandes. Ce wagon de fret, construit selon la fiche UIC 571-4, a reçu le signe générique UIC Sdkms(s) avec le numéro de type 707 vers 1980.
Le  'T2'  était un excentrique plus long, qui a été construit en petit nombre pour la FS et n'a donc pas été inclus dans les désignations de type T.

### T3 (Sdgmns743)

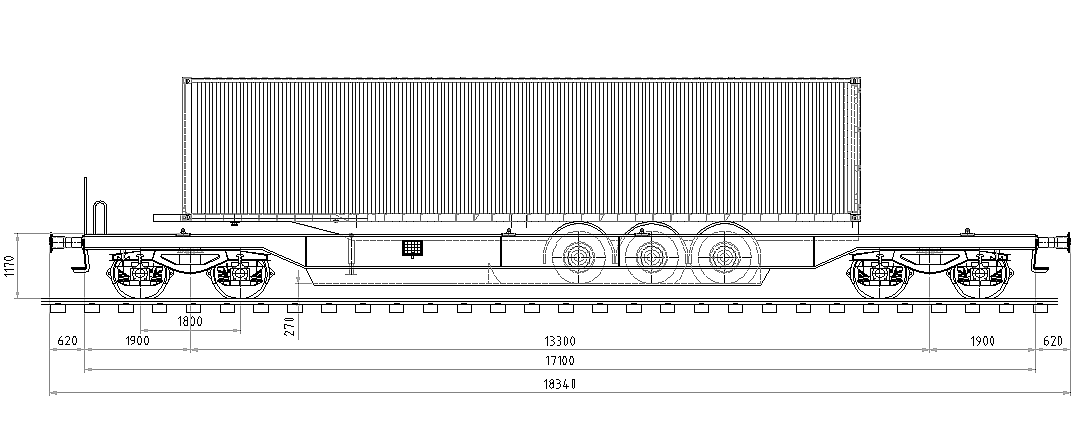
Sdgmns = 743

En raison du trop petit T1, le T3 a été créé au début des années 1990. Avec ses 18 340 mm, ce wagon mesure près de 2 m de plus et a une limite de charge de 69 t, de sorte que, au moins dans le contexte de ces valeurs, chaque remorque actuellement homologuée peut être transportée. La longueur n'est pas idéale pour le transport de conteneurs, mais elle est mieux adaptée aux caisses mobiles de 24'/26' en raison de la limite de charge plus élevée,.

### T4.0 / T4.1 / T4.2
Le T4.0 développé en interne par Hupac AG dispose désormais d'une longueur de chargement de 18 280 mm, ce qui est également courant aujourd'hui pour les wagons porte-conteneurs monobloc 60' wagons porte-conteneurs. La limite de charge est de 69 t pour les conteneurs et de 38 t pour les remorques. Le T4.1 est une série successeur avec des changements mineurs. Le T4.2, qui a également été acheté par  WASCOSA AG, a des longerons quelque peu coudés sur la partie poche pour un meilleur accès au point de contact de la grue depuis les semi-remorques inférieures.

### T5
Le T5 est à nouveau un Hupac - un développement ultérieur du T4, dans lequel les soi-disant megatrailer modernes avec une hauteur intérieure de 3 m (9 ft 10 in)   peuvent également être transportés. Ces remorques nécessitent un plancher plus bas au-dessus du bord supérieur des rails et même des poutres longitudinales inférieures sur le châssis du wagon pour saisir les bras sur la semi-remorque.

### Sdggmrs744/ Sdggmrs739
Ce wagon est un wagon articulé à trois bogies à deux essieux. Les 270 voitures construites exclusivement pour la DB en tant que Kombiwaggon sont en partie des wagons porte-conteneurs de 106' (106 ft (32 309 mm)) purs avec une longueur de chargement de 16 100 mm et en partie similaires à la partie wagon à poche T3 <! - était-ce à dire? →. Le type 739 est homologué pour 140 km/h, sinon identique. La peinture différente de la partie conteneur en bleu et de la partie sac en orange était perceptible, c'est pourquoi la voiture a été surnommée "Parrot",.106 ft (32 309 mm)

### T3000 (Sdggmrss738) / T3000e(Sdggmrs738.1)
Le T3000 est un wagon articulé perfectionné qui convient également aux megatrailer. Le wagon est doté de châssis élévateurs aux extrémités du bogie et de poutres de support avec verrous articulés pour conteneurs ou caisses mobiles qui peuvent être déplacées à angle droit sur les longues poutres sur rouleaux,.
Le T3000 e comporte deux pièces de type T5 avec des boulons articulés dans des positions centrales fixes sur la semelle, c'est pourquoi il ne peut pas accueillir de conteneurs de 30' (30 ft (9 144 mm)).

## Galerie de photographies

Wagons à poche
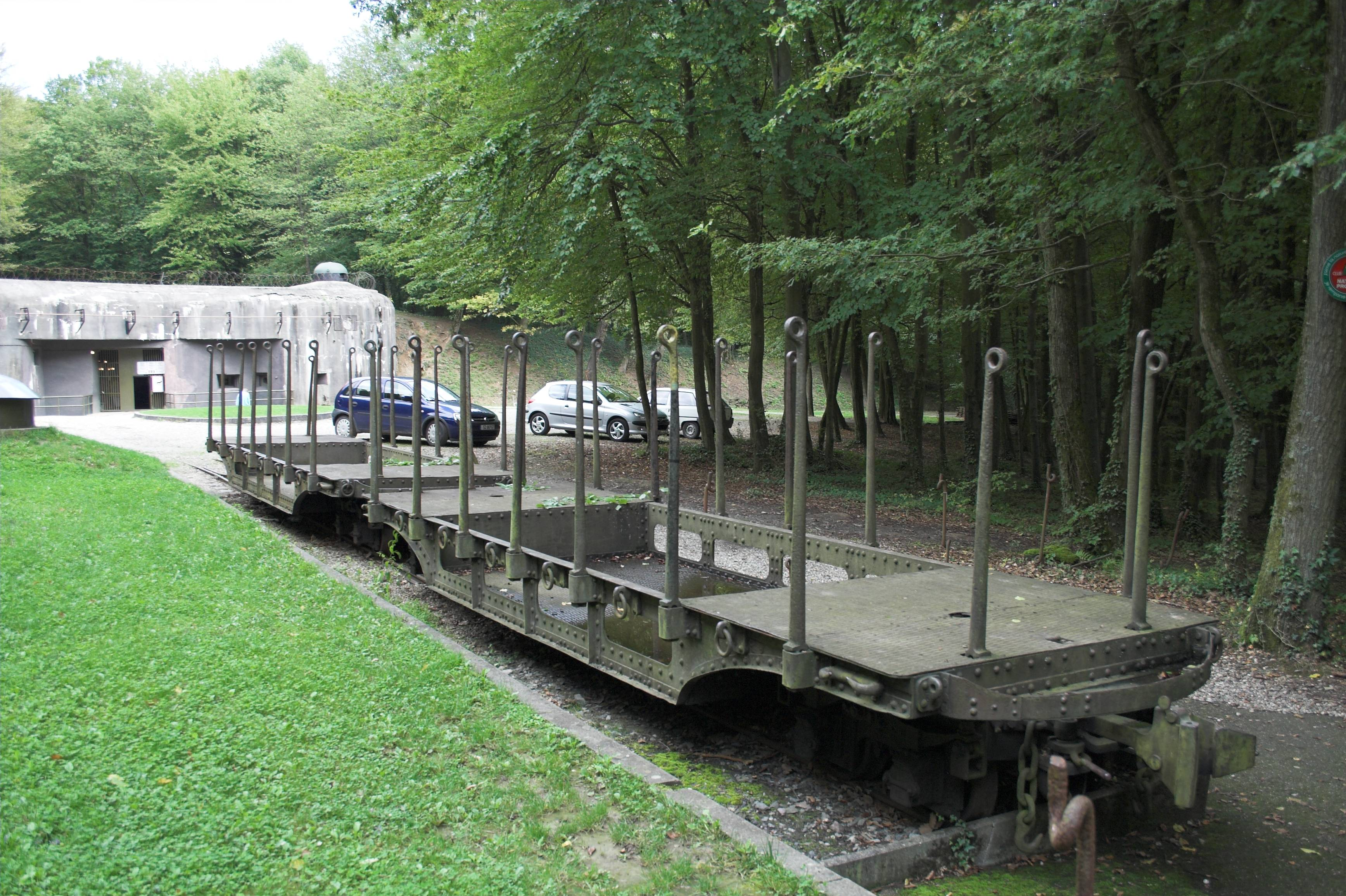
Wagons de Fort Schoenenbourg Schoenenbourg, France)
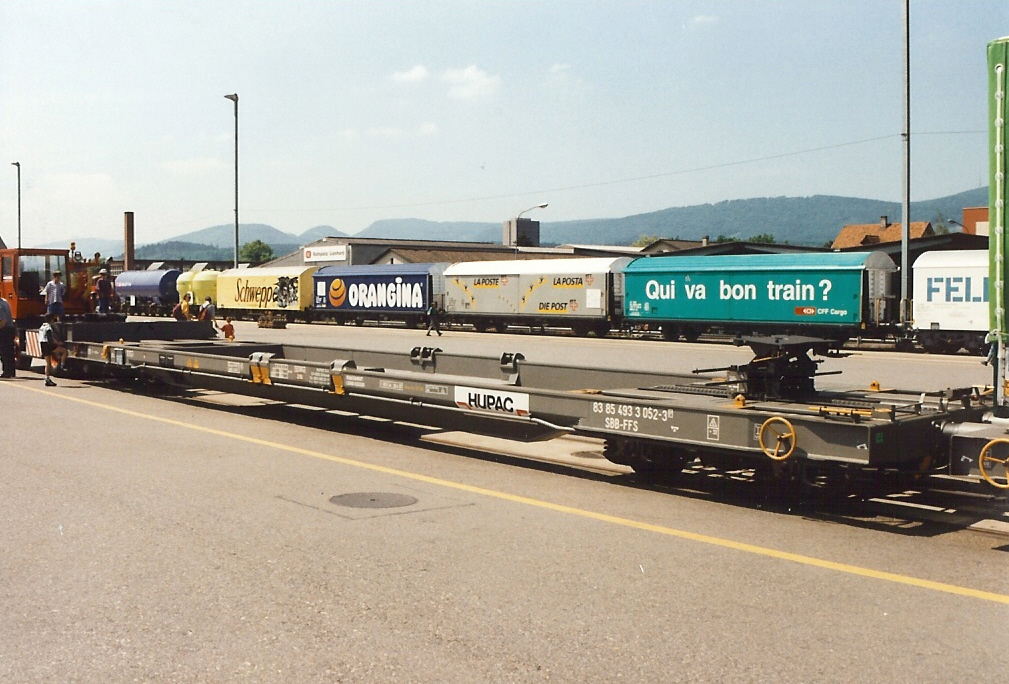
Partie du wagon géant Hupac qui est configuré pour le transport d'une semi-remorque
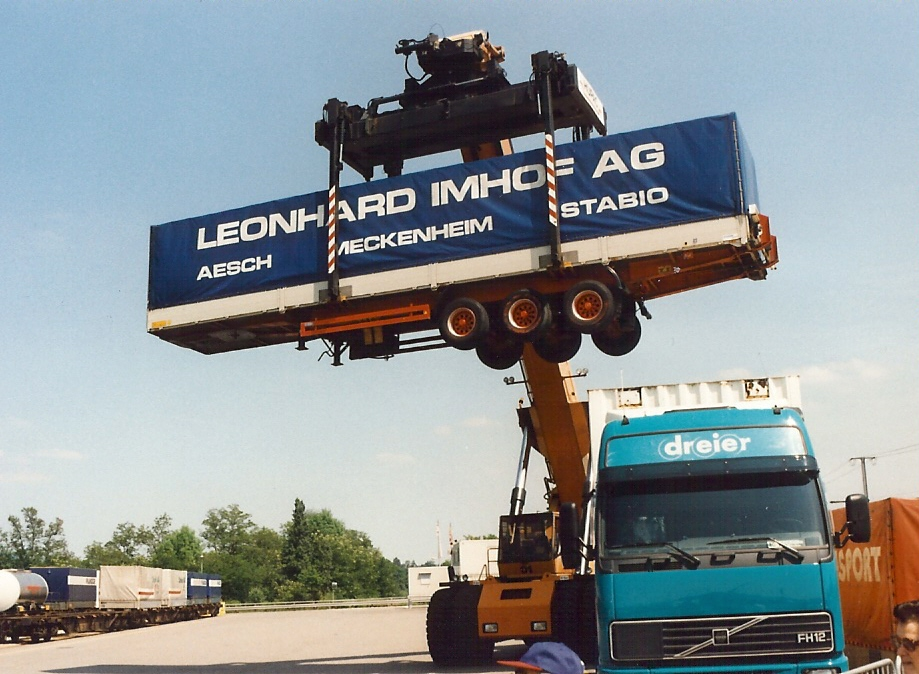
Une semi-remorque soulevée pour le chargement
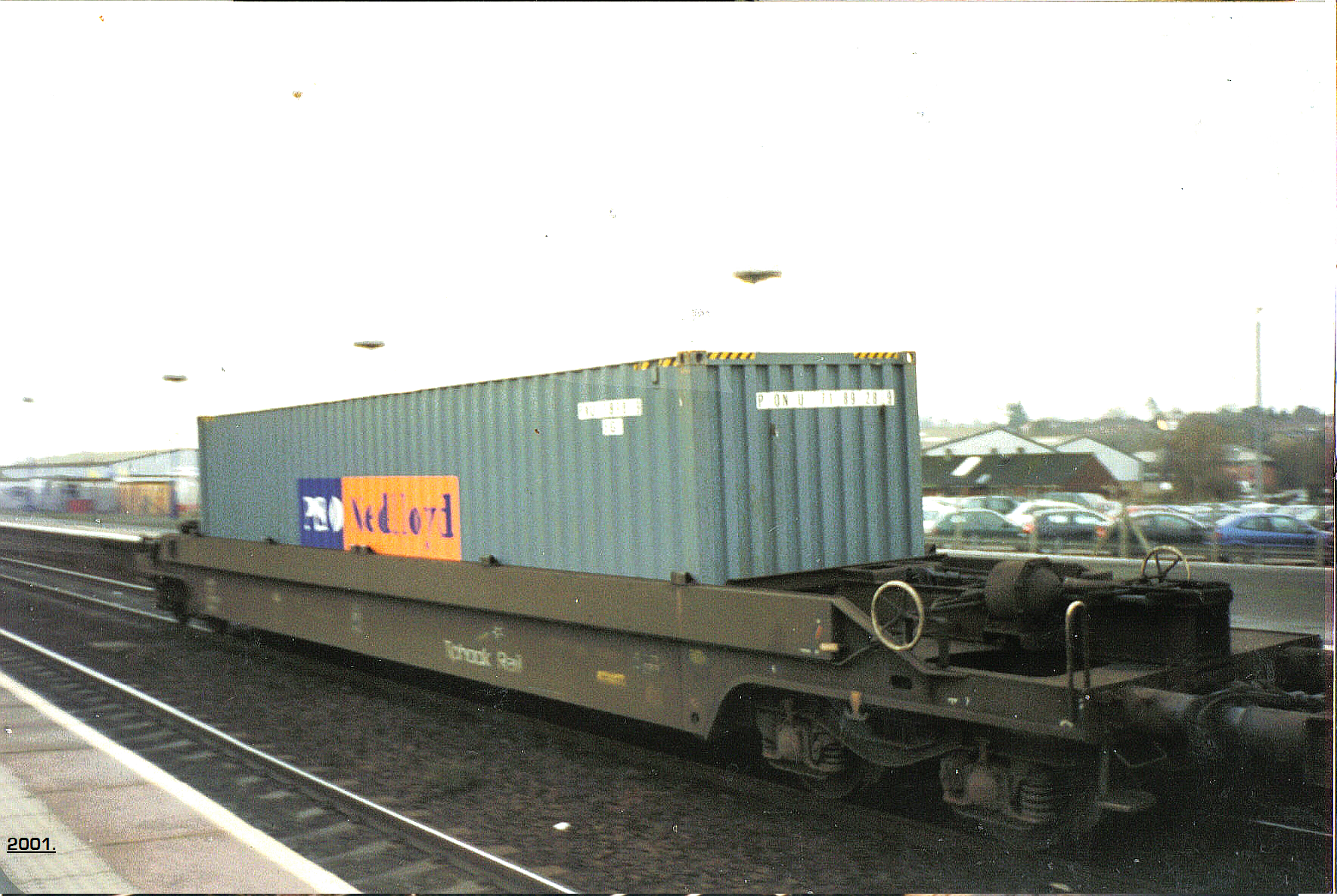
Well wagon chargé d'un seul conteneur (une double charge n'est pas possible au Royaume-Uni)

## Autre
Lors de l'accident de chemin de fer sur le Storebæltsbro, le pivot d'une semi-remorque s'était desserré en raison de la pression latérale du vent et la remorque avait été poussée dans le profil de dégagement du train de voyageurs venant en sens inverse.

## Modélisme
Les wagons à poche T1 pour le chemin de fer miniature sont en  gabarit H0 et d'autres depuis longtemps. par Roco et Märklin, en  piste TT par la société Tillig et en  piste N par Roco et Trix  offert. Des modèles plus modernes et contemporains en H0 sont le T3 de Roco, le "Parrot" de Tillig, le T2000 de Roco, le T3000 de Rocky-Rail et le T3000  e  de  ROCO et Piko. De deux petits fabricants H0, il y avait le T3 (Ade / Hobbytrade) et le T4.0 / T4.1 (Kombimodell). Ce dernier a également annoncé d'autres types comme le T5, le T2000 etc., mais jamais livré.

### Traduction
- (de) Cet article est partiellement ou en totalité issu de l’article de Wikipédia en allemand intitulé « Taschenwagen » (voir la liste des auteurs).

- (en) Cet article est partiellement ou en totalité issu de l’article de Wikipédia en anglais intitulé « Pocket wagon » (voir la liste des auteurs).